# Eugenia brasiliana
Eugenia brasiliana är en myrtenväxtart som beskrevs av Jean Baptiste Christophe Fusée Aublet. Eugenia brasiliana ingår i släktet Eugenia och familjen myrtenväxter. Inga underarter finns listade i Catalogue of Life.